# Nicolay Nicolaysen

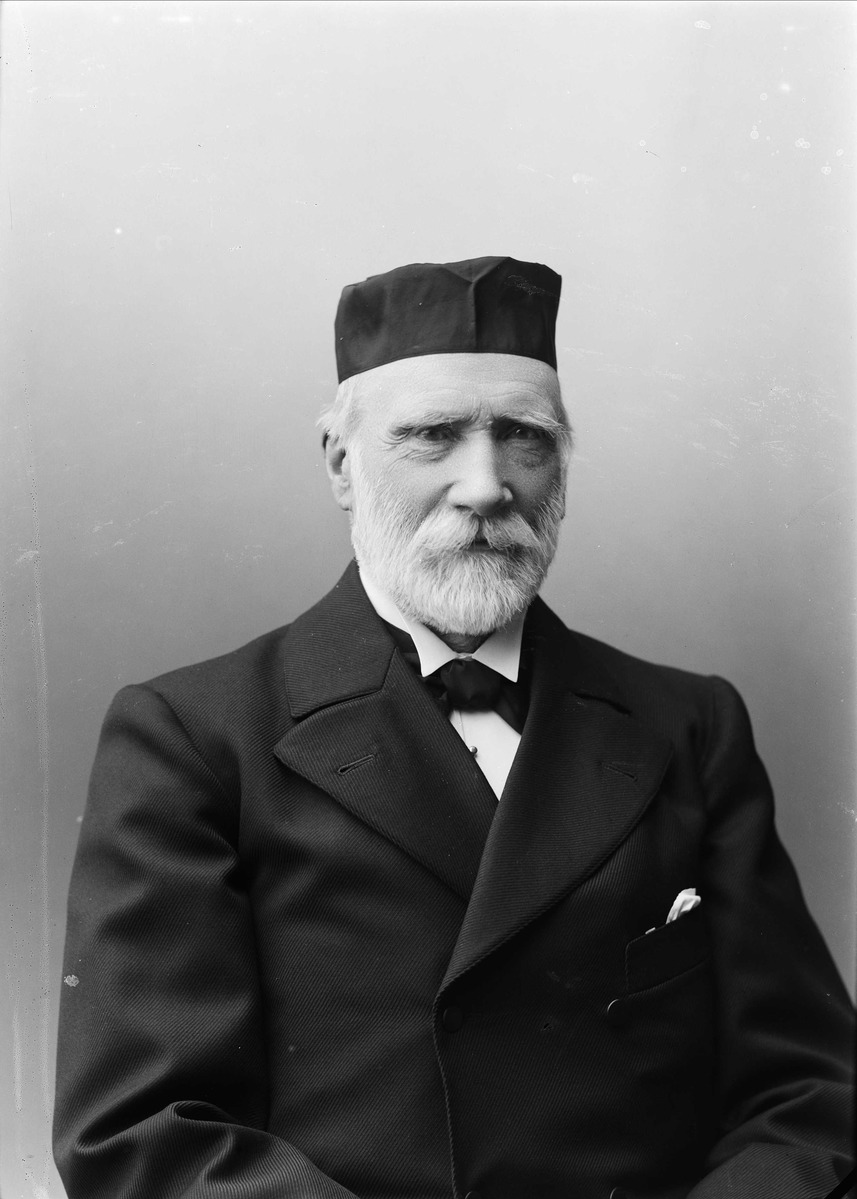
Nicolay Nicolaysen, 1897

Nicolay Nicolaysen (* 14. Januar 1817 in Bergen; † 22. Januar 1911 in Kristiania) war ein norwegischer Archäologe und Jurist.
Nicolay Nicolaysen arbeitete für den privaten norwegischen Altertumsverein Foreningen til norske Fortidsminnesmerkers Bevaring, welcher sich für die Erhaltung norwegischer Baudenkmäler einsetzte und zum Beispiel viele der bekannten norwegischen Stabkirchen vor ihrem Abbruch rettete. Bekannt ist er für seine Ausgrabung des Gokstad-Schiffs und die Leitung der Translozierung der Stabkirche Gol.